# Kevin Keegan
Joseph Kevin Keegan (Armthorpe (South Yorkshire), 14 februari 1951) is een voormalig Engels voetballer en trainer. Keegan werd tijdens zijn voetballoopbaan tweemaal uitgeroepen tot Europees voetballer van het Jaar.

## Voetballer

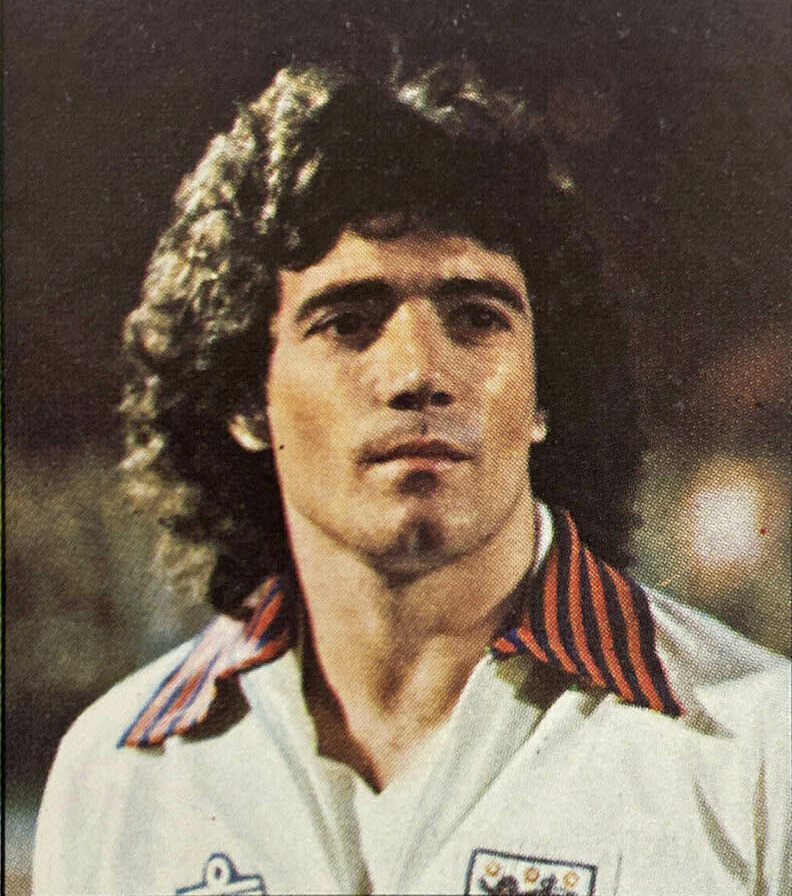
Kevin Keegan in 1980

Hij maakte zijn debuut in 1968 bij Scunthorpe United. Drie jaar en honderdtwintig wedstrijden later werd hij getransfereerd naar Liverpool. Daar speelde hij zeven seizoenen en werd hij een van de Europese topspitsen. Hij speelde er tweehonderddertig wedstrijden, waarin hij achtenzestig keer scoorde. Keegan werd met Liverpool driemaal landskampioen, won tweemaal de UEFA Cup en in 1977 de Europacup I. In 1974 scoorde hij twee keer in de FA Cup-finale tegen Newcastle United.
In 1977 vertrok Keegan naar Hamburger SV, waarmee hij tweemaal kampioen van West-Duitsland werd en opnieuw een Europacup I-finale haalde, maar deze werd verloren van Nottingham Forest. In 1980 keerde hij terug naar Engeland, waar hij nog speelde voor Southampton en Newcastle United. Hij zette in 1984 een punt achter zijn spelerscarrière; in zijn afscheidswedstrijd scoorde hij nog een keer.
Keegan kwam voor het eerst uit voor het Engels voetbalelftal in 1973. Hij speelde drieënzestig interlands, waarin hij eenentwintig doelpunten maakte. Alhoewel Engelse clubs in zijn tijd in Europa zeer succesvol waren, zou het tot 1980 duren voor hij een internationaal toernooi bereikte, het EK in Italië. Zowel daar als tijdens het WK voetbal 1982 speelde Engeland echter geen rol van betekenis. Na het WK in Spanje werd hij door de nieuwe bondscoach, Bobby Robson, niet meer geselecteerd.
Kevin Keegan werd tweemaal gekozen tot Europees voetballer van het jaar, in 1978 en 1979. In 2004 koos Pelé hem als een van de 100 beste, nog levende spelers.

## Trainer
Na zijn spelersloopbaan woonde Keegan jarenlang in Spanje, waar hij zich voornamelijk bezighield met golf. In 1992 maakte hij zijn rentree in de voetbalwereld; hij werd trainer van Newcastle United. Hij wist de ploeg te behoeden voor degradatie en leidde de club uit Noord-Engeland naar promotie naar de Premier League. In het eerste seizoen onder zijn leiding op het hoogste niveau eindigde Newcastle op de derde plaats in de eindrangschikking. Na de tweede plaats in het seizoen 1995/96 diende hij ruim een half jaar later, op 7 januari 1997, zijn ontslag in met de mededeling dat hij zichzelf niet in staat achtte de club naar grotere hoogten te brengen. Een week later wees de clubleiding de Schotse oud-international Kenny Dalglish aan als zijn vervanger.
Keegan was daarna een jaar trainer van Fulham, hoewel hij bij de club uit Londen begon als 'chief operating officer', met Ray Wilkins als hoofdtrainer. Fulham eindigde als zesde in de eindrangschikking (seizoen 1997/98), maar Wilkins werd ontslagen net voor het eerste duel in de play-offs promotie/degradatie, waarna Keegan de taken overnam als manager. Hij wist de ploeg echter niet voorbij Grimsby Town te loodsen in de nacompetitie.
Keegan's benoeming volgde een paar maanden na de overname van de club door Harrods-eigenaar Mohamed Al-Fayed, die Keegan een budget van tien miljoen pond ter beschikking stelde om spelers aan te trekken. Mede daardoor behaalde Fulham in het seizoen 1998/99 de eerste plaats in de Second Division, waardoor promotie naar de First Division een feit was. Keegan haakte aan het einde van het seizoen echter af om zich te concentreren op zijn werkzaamheden als bondscoach van de Engelse nationale ploeg.
In 1999 moest de Engelse bondscoach Glenn Hoddle het veld ruimen na controversiële uitspraken over gehandicapten. Keegan volgde hem op en onder hem kwalificeerde de ploeg zich voor Euro 2000. Engeland waande zich in de laatste groepswedstrijd tegen Roemenië al in de tweede ronde toen Roemenië in de voorlaatste minuut een strafschop kreeg en deze benutte, waardoor Engeland voortijdig werd uitgeschakeld. Op 7 oktober 2000, na de laatste wedstrijd in het Wembley Stadion, een nederlaag tegen Duitsland (0-1), nam Keegan ontslag.
Hij werd in 2001 trainer van Manchester City, dat hij in zijn eerste seizoen leidde naar promotie. De club kon op het hoogste niveau echter geen potten breken en op 10 maart 2005 ging Keegan met pensioen. Op 16 januari 2007 werd Keegan wederom trainer van Newcastle United. Op dinsdag 2 september 2008 nam Keegan zelf de beslissing om ermee te stoppen bij Newcastle, hij was het niet eens met het transferbeleid van de club en stapte op.
| Interlands Engeland onder leiding van Kevin Keegan | Interlands Engeland onder leiding van Kevin Keegan | Interlands Engeland onder leiding van Kevin Keegan | Interlands Engeland onder leiding van Kevin Keegan | Interlands Engeland onder leiding van Kevin Keegan |
| №                                                  | Datum                                              | Wedstrijd                                          | Uitslag                                            | Competitie                                         |
| -------------------------------------------------- | -------------------------------------------------- | -------------------------------------------------- | -------------------------------------------------- | -------------------------------------------------- |
| 1                                                  | 27.03.1999                                         | Engeland – Polen                                   | 3 – 1                                              | EK-kwalificatie                                    |
| 2                                                  | 28.04.1999                                         | Hongarije – Engeland                               | 1 – 1                                              | Oefeninterland                                     |
| 3                                                  | 05.06.1999                                         | Engeland – Zweden                                  | 0 – 0                                              | EK-kwalificatie                                    |
| 4                                                  | 09.06.1999                                         | Bulgarije – Engeland                               | 1 – 1                                              | EK-kwalificatie                                    |
| 5                                                  | 04.09.1999                                         | Engeland – Luxemburg                               | 6 – 0                                              | EK-kwalificatie                                    |
| 6                                                  | 08.09.1999                                         | Polen – Engeland                                   | 0 – 0                                              | EK-kwalificatie                                    |
| 7                                                  | 10.10.1999                                         | Engeland – België                                  | 2 – 1                                              | Oefeninterland                                     |
| 8                                                  | 13.11.1999                                         | Schotland – Engeland                               | 0 – 2                                              | EK-kwalificatie                                    |
| 9                                                  | 17.11.1999                                         | Engeland – Schotland                               | 0 – 1                                              | EK-kwalificatie                                    |
| 10                                                 | 23.02.2000                                         | Engeland – Argentinië                              | 0 – 0                                              | Oefeninterland                                     |
| 11                                                 | 27.05.2000                                         | Engeland – Brazilië                                | 1 – 1                                              | Oefeninterland                                     |
| 12                                                 | 31.05.2000                                         | Engeland – Oekraïne                                | 2 – 0                                              | Oefeninterland                                     |
| 13                                                 | 03.06.2000                                         | Malta – Engeland                                   | 1 – 2                                              | Oefeninterland                                     |
| 14                                                 | 12.06.2000                                         | Engeland – Portugal                                | 2 – 3                                              | EK-eindronde                                       |
| 15                                                 | 17.06.2000                                         | Engeland – Duitsland                               | 1 – 0                                              | EK-eindronde                                       |
| 16                                                 | 20.06.2000                                         | Engeland – Roemenië                                | 2 – 3                                              | EK-eindronde                                       |
| 17                                                 | 02.09.2000                                         | Frankrijk – Engeland                               | 1 – 1                                              | Oefeninterland                                     |
| 18                                                 | 07.10.2000                                         | Engeland – Duitsland                               | 0 – 1                                              | WK-kwalificatie                                    |

## Erelijst
Als speler
 Liverpool
- Europacup I: 1976/77
- UEFA Cup: 1972/73, 1975/76
- Football League First Division: 1972/73, 1975/76, 1976/77
- FA Cup: 1973/74
- FA Charity Shield: 1974, 1976

 Hamburger SV
- Bundesliga: 1978/79

 Engeland
- British Home Championship: 1973, 1975, 1978, 1979, 1982

Als trainer
 Newcastle United
- Football League First Division: 1992/93

 Fulham
- Football League Second Division: 1998/99

 Manchester City
- Football League First Division: 2001/02

Individueel
- Ballon d'Or: 1978, 1979
- English Football Hall of Fame: 2002
- FWA Footballer of the Year: 1976
- PFA Players' Player of the Year: 1982
- FIFA 100
- Premier League Manager of the Month: november 1993, augustus 1994, februari 1995, augustus 1995, september 1995

## Citaten
In Engeland heeft Keegan een welhaast legendarische status bereikt, vergelijkbaar met die van Johan Cruijff in Nederland, niet alleen door zijn successen als speler, maar ook door zijn wonderlijke uitspraken. Enkele voorbeelden:
- "I don't think there is anyone bigger or smaller than Diego Maradona!"
- "They compare Steve McManaman to Steve Heighway and he's nothing like him, but I can see why - it's because he's a bit different."
- "England can end the millennium as it started - as the greatest football nation in the world."